# Torneio In-Season da NBA de 2023
O Torneio In-Season da NBA de 2023 foi um torneio de basquete em várias etapas disputado durante a temporada 2023–24 da NBA. Foi a primeira edição do Torneio In-Season da NBA. Todas as 30 equipes participaram, cada uma jogando quatro jogos da temporada regular que contaram para a classificação da fase de grupos do torneio. Todos os jogos na fase eliminatória, exceto a final, também contaram para a classificação da temporada regular. As semifinais e a final do torneio foram disputadas na T-Mobile Arena, localizada na Las Vegas Strip.
O Los Angeles Lakers  venceu o Indiana Pacers na partida da final, e LeBron James, do Los Angeles, foi eleito o jogador mais valioso (MVP) do torneio.

## Formato
O formato do torneio é semelhante aos torneios de várias etapas da temporada do futebol europeu.
Na fase de grupos, cada conferência foi dividida em três grupos com cinco equipes cada, totalizando seis grupos. Os jogos da temporada regular disputados às terças e sextas-feiras entre 3 e 28 de novembro contaram na classificação da temporada regular e na classificação do torneio durante a temporada. Cada equipe disputou uma partida contra cada uma das demais equipes de seu grupo, num total de quatro partidas (duas em casa e duas fora de casa).
Se duas ou mais equipes em um grupo tivessem recordes iguais após a conclusão do jogo do grupo, os seguintes critérios de desempate seriam aplicados nesta ordem:
1. Registro de confronto direto na fase de grupos
2. Diferencial de pontos na fase de grupos
3. Total de pontos marcados na fase de grupos
4. Recorde da temporada regular da temporada regular de 2022–23
5. Desenho aleatório

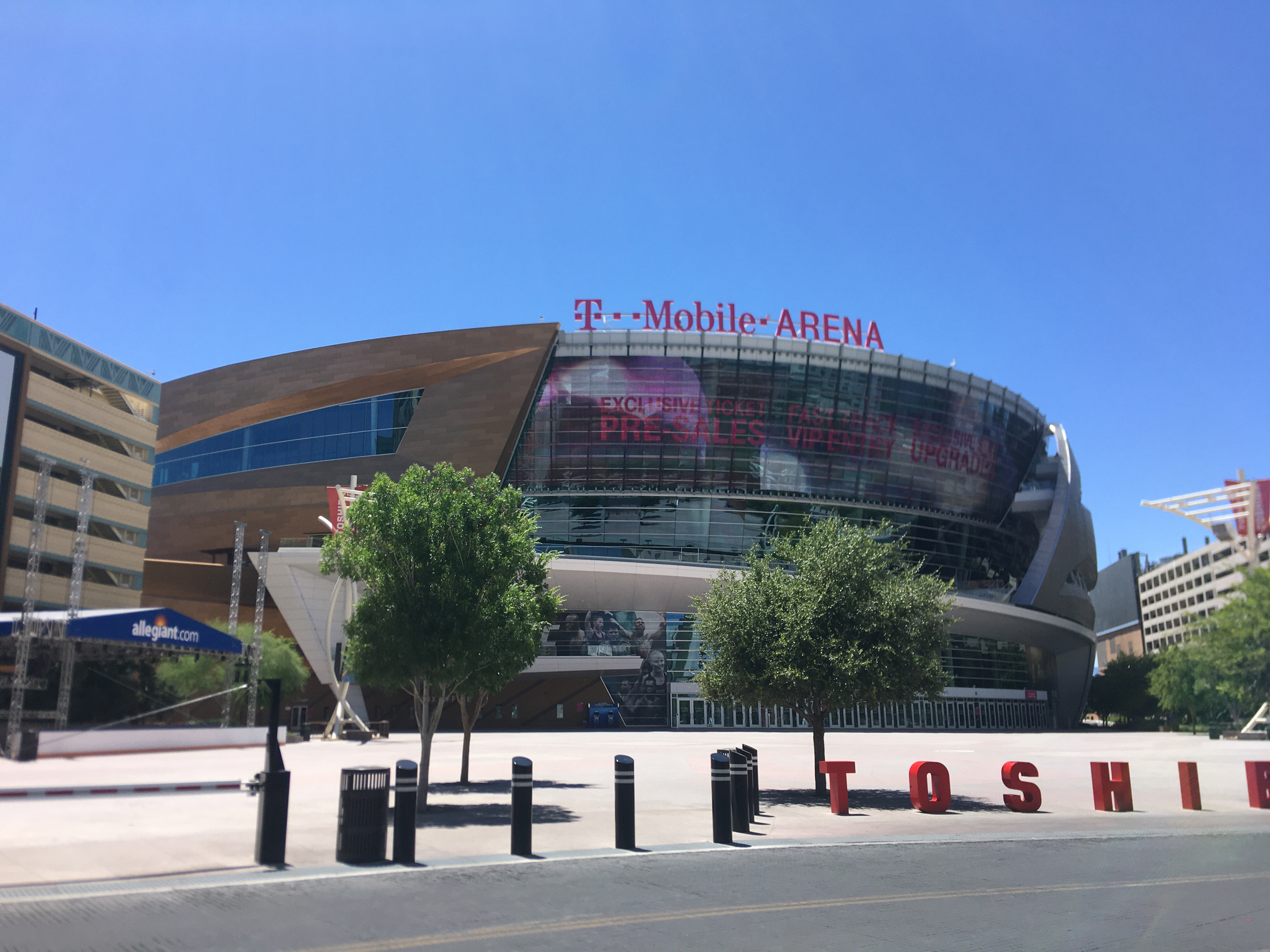
Arena T-Mobile em 2020

O vencedor de cada grupo avançou então para a fase eliminatória, assim como um wild card de cada conferência – o vice-campeão do grupo com o melhor desempenho na fase de grupos. A fase eliminatória será um torneio de eliminação única. Os jogos das quartas de final foram disputados nos mercados locais da NBA nos dias 4 e 5 de dezembro, com os times com os dois primeiros recordes da fase de grupos em cada conferência sendo os anfitriões, e o melhor time nos jogos do grupo receberá o time wild-card. As semifinais serão disputadas no dia 7 de dezembro, e o campeonato será no dia 9 de dezembro. As duas rodadas finais serão disputadas na T-Mobile Arena, na Las Vegas Strip .
Os jogos das quartas de final e semifinais também contam como jogos da temporada regular, afetando as posições dos times na classificação da liga, mas o jogo do campeonato não. As estatísticas do jogo do campeonato não são contabilizadas nos totais da temporada regular.
As quatro equipes que perderem nas quartas de final jogarão uma partida adicional no dia 8 de dezembro, entre si na mesma conferência.
Enquanto a fase eliminatória está sendo concluída, as 22 equipes que não se classificaram para a fase eliminatória jogarão dois jogos adicionais na temporada regular. Isso garantirá que cada equipe dispute um total de 82 jogos na temporada regular, sendo um em casa e outro fora, com base na classificação da fase de grupos, mas também sujeito a restrições de viagem.
Dos 22 jogos adicionais, 20 serão confrontos intraconferência, representando a tentativa da liga de agendar o maior número possível de partidas entre times originalmente programados para se enfrentarem apenas três vezes durante a temporada regular. Os dois jogos restantes serão confrontos interconferências, uma vez que haverá um número ímpar de equipes em cada conferência (11). Estes dois jogos interconferências incluirão quatro das seis equipes que terminaram em último lugar em seus respectivos grupos.

### Prêmio em dinheiro
Os jogadores das equipes que avançam para a fase eliminatória receberão prêmios em dinheiro da seguinte forma:
- Jogadores de times que perderam nas quartas de final: US$ 50 mil cada
- Jogadores de times que perderam nas semifinais: US$ 100 mil cada
- Jogadores da equipe vice-campeã do torneio: US$ 200.000 cada
- Jogadores da equipe campeã do torneio: US$ 500.000 cada

## Sorteio

### Potes
As equipes foram alocadas em cinco potes por conferência com base na classificação da temporada regular de 2022–23 . O Pote 1 continha as equipes com os três melhores recordes da temporada regular em cada conferência, enquanto o Pote 2 continha as equipes com o quarto ao sexto melhores registros e assim por diante, concluindo com o Pote 5, que continha as equipes com os três últimos (décimo terceiro ao décimo quinto) registros.
| Pote | #  | Equipe              | Desempenho | Desempenho |
| Pote | #  | Equipe              | V          | D          |
| ---- | -- | ------------------- | ---------- | ---------- |
| 1    | 1  | Milwaukee Bucks     | 58         | 24         |
| 1    | 2  | Boston Celtics      | 57         | 25         |
| 1    | 3  | Philadelphia 76ers  | 54         | 28         |
| 2    | 4  | Cleveland Cavaliers | 51         | 31         |
| 2    | 5  | New York Knicks     | 47         | 35         |
| 2    | 6  | Brooklyn Nets       | 45         | 37         |
| 3    | 7  | Miami Heat          | 44         | 38         |
| 3    | 8  | Atlanta Hawks       | 41         | 41         |
| 3    | 9  | Toronto Raptors     | 41         | 41         |
| 4    | 10 | Chicago Bulls       | 40         | 42         |
| 4    | 11 | Indiana Pacers      | 35         | 47         |
| 4    | 12 | Washington Wizards  | 35         | 47         |
| 5    | 13 | Orlando Magic       | 34         | 48         |
| 5    | 14 | Charlotte Hornets   | 27         | 55         |
| 5    | 15 | Detroit Pistons     | 17         | 65         |

| Pote | #  | Equipe                 | Desempenho | Desempenho |
| Pote | #  | Equipe                 | V          | D          |
| ---- | -- | ---------------------- | ---------- | ---------- |
| 1    | 1  | Denver Nuggets         | 53         | 29         |
| 1    | 2  | Memphis Grizzlies      | 51         | 31         |
| 1    | 3  | Sacramento Kings       | 48         | 34         |
| 2    | 4  | Phoenix Suns           | 45         | 37         |
| 2    | 5  | Los Angeles Clippers   | 44         | 38         |
| 2    | 6  | Golden State Warriors  | 44         | 38         |
| 3    | 7  | Los Angeles Lakers     | 43         | 39         |
| 3    | 8  | Minnesota Timberwolves | 42         | 40         |
| 3    | 9  | New Orleans Pelicans   | 42         | 40         |
| 4    | 10 | Oklahoma City Thunder  | 40         | 42         |
| 4    | 11 | Dallas Mavericks       | 38         | 44         |
| 4    | 12 | Utah Jazz              | 37         | 45         |
| 5    | 13 | Portland Trail Blazers | 33         | 49         |
| 5    | 14 | Houston Rockets        | 22         | 60         |
| 5    | 15 | San Antonio Spurs      | 22         | 60         |

### Resultados do sorteio
Os grupos iniciais foram revelados durante o anúncio do torneio em 8 de julho de 2023. As cinco equipes de cada grupo foram selecionadas por sorteio de uma equipe de cada um dos cinco potes da conferência em questão.
| grupo A                                                                                                   | Grupo B                                                                                               | Grupo C                                                                                        |
| --- | --- | ---------------------------------------------------------------------------------------------- |
| Philadelphia 76ers (3) Cleveland Cavaliers (4) Atlanta Hawks (8) Indiana Pacers (11) Detroit Pistons (15) | Milwaukee Bucks (1) New York Knicks (5) Miami Heat (7) Washington Wizards (12) Charlotte Hornets (14) | Boston Celtics (2) Brooklyn Nets (6) Toronto Raptors (9) Chicago Bulls (10) Orlando Magic (13) |

| grupo A                                                                                                  | Grupo B | Grupo C |
| --- | --- | --- |
| Memphis Grizzlies (2) Phoenix Suns (4) Los Angeles Lakers (7) Utah Jazz (12) Portland Trail Blazers (13) | Denver Nuggets (1) Los Angeles Clippers (5) New Orleans Pelicans (9) Dallas Mavericks (11) Houston Rockets (14) | Sacramento Kings (3) Golden State Warriors (6) Minnesota Timberwolves (8) Oklahoma City Thunder (10) San Antonio Spurs (15) |

## Fase de grupos

### Grupo Leste A
| Posição | Equipe              | Pld | C | eu | PF  | PA  | DP   | Qualificação                     |         | IND          | CLE     | PHI          | ATL     | DET     |
| ------- | ------------------- | --- | - | -- | --- | --- | ---- | -------------------------------- | ------- | ------------ | ------- | ------------ | ------- | ------- |
| 1       | Indiana Pacers      | 4   | 4 | 0  | 546 | 507 | +39  | Avançar para a fase eliminatória |         | —            | 121–116 | 132–126      | 157–152 | 136–113 |
| 2       | Cleveland Cavaliers | 4   | 3 | 1  | 474 | 445 | +29  |                                  |         | 116–121      | —       | 122–119 (AT) | 128–105 | 108–100 |
| 3       | Philadelphia 76ers  | 4   | 2 | 2  | 485 | 476 | +9   |                                  | 126–132 | 119–122 (AT) | —       | 126–116      | 114–106 |         |
| 4       | Atlanta Hawks       | 4   | 1 | 3  | 499 | 531 | −    |                                  | 152–157 | 105–128      | 116–126 | —            | 126–120 |         |
| 5       | Detroit Pistons     | 4   | 0 | 4  | 439 | 484 | − 45 |                                  | 113–136 | 100–108      | 106–114 | 120–126      | —       |         |

### Grupo Leste B
| Posição | Equipe             | Pld | C | eu | PF  | PA  | DP   | Qualificação                     |         | MIL     | NYK     | MIA     | CHA     | WAS     |
| ------- | ------------------ | --- | - | -- | --- | --- | ---- | -------------------------------- | ------- | ------- | ------- | ------- | ------- | ------- |
| 1       | Milwaukee Bucks    | 4   | 4 | 0  | 502 | 456 | +46  | Avançar para a fase eliminatória |         | —       | 110–105 | 131–124 | 130–99  | 131–128 |
| 2       | New York Knicks    | 4   | 3 | 1  | 440 | 398 | +42  | Avançar para a fase eliminatória |         | 105–110 | —       | 100–98  | 115–91  | 120–99  |
| 3       | Miami Heat         | 4   | 2 | 2  | 454 | 450 | +4   |                                  |         | 124–131 | 98–100  | —       | 111–105 | 121–114 |
| 4       | Charlotte Hornets  | 4   | 1 | 3  | 419 | 473 | − 54 |                                  | 99–130  | 91–115  | 105–111 | —       | 124–117 |         |
| 5       | Washington Wizards | 4   | 0 | 4  | 458 | 496 | −    |                                  | 128–131 | 99–120  | 114–121 | 117–124 | —       |         |

### Grupo Leste C
| Posição | Equipe          | Pld | C | eu | PF  | PA  | DP   | Qualificação                     |         | BOS     | ORL     | BKN     | TOR     | CHI    |
| ------- | --------------- | --- | - | -- | --- | --- | ---- | -------------------------------- | ------- | ------- | ------- | ------- | ------- | ------ |
| 1       | Boston Celtics  | 4   | 3 | 1  | 449 | 422 | +27  | Avançar para a fase eliminatória |         | —       | 96–113  | 121–107 | 108–105 | 124–97 |
| 2       | Orlando Magic   | 4   | 3 | 1  | 446 | 424 | +22  |                                  |         | 113–96  | —       | 104–124 | 126–107 | 103–97 |
| 3       | Brooklyn Nets   | 4   | 3 | 1  | 455 | 435 | +20  |                                  | 107–121 | 124–104 | —       | 115–103 | 109–107 |        |
| 4       | Toronto Raptors | 4   | 1 | 3  | 436 | 457 | − 21 |                                  | 105–108 | 107–126 | 103–115 | —       | 121–108 |        |
| 5       | Chicago Bulls   | 4   | 0 | 4  | 409 | 457 | − 48 |                                  | 97–124  | 97–103  | 107–109 | 108–121 | —       |        |

### Grupo Oeste A
| Posição | Equipe                 | Pld | C | eu | PF  | PA  | DP   | Qualificação                     |         | LAL     | PHX     | UTA          | POR          | MEM     |
| ------- | ---------------------- | --- | - | -- | --- | --- | ---- | -------------------------------- | ------- | ------- | ------- | ------------ | ------------ | ------- |
| 1       | Los Angeles Lakers     | 4   | 4 | 0  | 494 | 420 | +74  | Avançar para a fase eliminatória |         | —       | 122–119 | 131–99       | 107–95       | 134–107 |
| 2       | Phoenix Suns           | 4   | 3 | 1  | 480 | 446 | +34  | Avançar para a fase eliminatória |         | 119–122 | —       | 131–128      | 120–107      | 110–89  |
| 3       | Utah Jazz              | 4   | 2 | 2  | 469 | 482 | − 13 |                                  |         | 99–131  | 128–131 | —            | 115–99       | 127–121 |
| 4       | Portland Trail Blazers | 4   | 1 | 3  | 416 | 455 | −    |                                  | 95–107  | 107–120 | 99–115  | —            | 115–113 (AT) |         |
| 5       | Memphis Grizzlies      | 4   | 0 | 4  | 430 | 486 | − 56 |                                  | 107–134 | 89–110  | 121–127 | 113–115 (AT) | —            |         |

### Grupo Oeste B
| Posição | Equipe               | Pld | C | eu | PF  | PA  | DP   | Qualificação                     |         | NOP     | HOU     | DAL     | DEN     | LAC     |
| ------- | -------------------- | --- | - | -- | --- | --- | ---- | -------------------------------- | ------- | ------- | ------- | ------- | ------- | ------- |
| 1       | New Orleans Pelicans | 4   | 3 | 1  | 463 | 430 | +33  | Avançar para a fase eliminatória |         | —       | 101–104 | 131–110 | 115–110 | 116–106 |
| 2       | Houston Rockets      | 4   | 2 | 2  | 424 | 414 | +10  |                                  |         | 104–101 | —       | 115–121 | 105–86  | 100–106 |
| 3       | Dallas Mavericks     | 4   | 2 | 2  | 489 | 497 | − 8  |                                  | 110–131 | 121–115 | —       | 114–125 | 144–126 |         |
| 4       | Denver Nuggets       | 4   | 2 | 2  | 432 | 442 | − 10 |                                  | 110–115 | 86–105  | 125–114 | —       | 111–108 |         |
| 5       | Los Angeles Clippers | 4   | 1 | 3  | 446 | 471 | − 25 |                                  | 106–116 | 106–100 | 126–144 | 108–111 | —       |         |

### Grupo Oeste C
| Posição | Equipe                 | Pld | C | eu | PF  | PA  | DP   | Qualificação                     |         | SAC     | MIN     | GSW     | OKC     | SAS     |
| ------- | ---------------------- | --- | - | -- | --- | --- | ---- | -------------------------------- | ------- | ------- | ------- | ------- | ------- | ------- |
| 1       | Sacramento Kings       | 4   | 4 | 0  | 482 | 452 | +30  | Avançar para a fase eliminatória |         | —       | 124-111 | 124–123 | 105–98  | 129–120 |
| 2       | Minnesota Timberwolves | 4   | 3 | 1  | 438 | 438 | 0    |                                  |         | 111–124 | —       | 104–101 | 106–103 | 117–110 |
| 3       | Golden State Warriors  | 4   | 2 | 2  | 483 | 479 | +4   |                                  | 123–124 | 101–104 | —       | 141–139 | 118–112 |         |
| 4       | Oklahoma City Thunder  | 4   | 1 | 3  | 463 | 439 | +24  |                                  | 98–105  | 103–106 | 139–141 | —       | 123–87  |         |
| 5       | San Antonio Spurs      | 4   | 0 | 4  | 429 | 487 | − 58 |                                  | 120–129 | 110–117 | 112–118 | 87–123  | —       |         |

### Classificação dos segundos colocados

#### Conferência Leste
| Posição | Grupo | Equipe              | Pld | C | eu | PF  | PA  | DP  | Qualificação                     |
| ------- | ----- | ------------------- | --- | - | -- | --- | --- | --- | -------------------------------- |
| 1       | B     | New York Knicks     | 4   | 3 | 1  | 440 | 398 | +42 | Avançar para a fase eliminatória |
| 2       | A     | Cleveland Cavaliers | 4   | 3 | 1  | 474 | 445 | +29 |                                  |
| 3       | C     | Orlando Magic       | 4   | 3 | 1  | 446 | 424 | +22 |                                  |

#### Conferência Oeste
| Posição | Grupo | Equipe                 | Pld | C | eu | PF  | PA  | DP  | Qualificação                     |
| ------- | ----- | ---------------------- | --- | - | -- | --- | --- | --- | -------------------------------- |
| 1       | A     | Phoenix Suns           | 4   | 3 | 1  | 480 | 446 | +34 | Avançar para a fase eliminatória |
| 2       | C     | Minnesota Timberwolves | 4   | 3 | 1  | 438 | 438 | 0   |                                  |
| 3       | B     | Houston Rockets        | 4   | 2 | 2  | 424 | 414 | +10 |                                  |

## Fase eliminatória

### Equipes qualificadas

#### Conferência Leste
| Posição | Equipe          | P | V | D | PM  | PS  | SP  |
| ------- | --------------- | - | - | - | --- | --- | --- |
| 1       | Milwaukee Bucks | 4 | 4 | 0 | 502 | 456 | +46 |
| 2       | Indiana Pacers  | 4 | 4 | 0 | 546 | 507 | +39 |
| 3       | Boston Celtics  | 4 | 3 | 1 | 449 | 422 | +27 |
| 4       | New York Knicks | 4 | 3 | 1 | 440 | 398 | +42 |

#### Conferência Oeste
| Posição | Equipe               | P | V | D | PM  | PS  | SP  |
| ------- | -------------------- | - | - | - | --- | --- | --- |
| 1       | Los Angeles Lakers   | 4 | 4 | 0 | 494 | 420 | +74 |
| 2       | Sacramento Kings     | 4 | 4 | 0 | 482 | 452 | +30 |
| 3       | New Orleans Pelicans | 4 | 3 | 1 | 463 | 430 | +33 |
| 4       | Phoenix Suns         | 4 | 3 | 1 | 480 | 446 | +34 |

### Bracket
|  | Quartas de final  | Quartas de final | Quartas de final |             |     | Semifinais | Semifinais | Semifinais |  |  | Final | Final | Final |  |
|  |                   |                  |                  |             |     |            |            |            |  |  |       |       |       |  |
|  | 1                 | Milwaukee        | 146              |             |     |            |            |            |  |  |       |       |       |  |
|  | 1                 | Milwaukee        | 146              |             |     |            |            |            |  |  |       |       |       |  |
|  | 4                 | New York         | 122              |             |     |            |            |            |  |  |       |       |       |  |
|  | 4                 | New York         | 122              |             | 1   | Milwaukee  | 119        |            |  |  |       |       |       |  |
|  | Conferência Leste |                  |                  |             | 1   | Milwaukee  | 119        |            |  |  |       |       |       |  |
|  |                   |                  | 2                | Indiana     | 128 |            |            |            |  |  |       |       |       |  |
|  | 2                 | Indiana          | 2                | Indiana     | 128 | 122        |            |            |  |  |       |       |       |  |
|  | 2                 | Indiana          |                  |             |     |            |            |            |  |  |       |       |       |  |
|  | 3                 | Boston           | 112              |             |     |            |            |            |  |  |       |       |       |  |
|  | 3                 | Boston           | 112              |             | L2  | Indiana    | 109        |            |  |  |       |       |       |  |
|  |                   |                  |                  |             |     |            |            |            |  |  |       |       |       |  |
|  |                   |                  | O1               | LA Lakers   | 123 |            |            |            |  |  |       |       |       |  |
|  | 1                 | LA Lakers        | O1               | LA Lakers   | 123 | 106        |            |            |  |  |       |       |       |  |
|  | 1                 | LA Lakers        |                  |             |     |            |            |            |  |  |       |       |       |  |
|  | 4                 | Phoenix          | 103              |             |     |            |            |            |  |  |       |       |       |  |
|  | 4                 | Phoenix          | 103              |             | 1   | LA Lakers  | 133        |            |  |  |       |       |       |  |
|  | Conferência Oeste |                  |                  |             | 1   | LA Lakers  | 133        |            |  |  |       |       |       |  |
|  |                   |                  | 3                | New Orleans | 89  |            |            |            |  |  |       |       |       |  |
|  | 2                 | Sacramento       | 3                | New Orleans | 89  | 117        |            |            |  |  |       |       |       |  |
|  | 2                 | Sacramento       |                  |             |     |            |            |            |  |  |       |       |       |  |
|  | 3                 | New Orleans      | 127              |             |     |            |            |            |  |  |       |       |       |  |

Fonte:

## Prêmios
O Los Angeles Lakers venceu a Copa da NBA, LeBron James foi o MVP inaugural e recebeu o prêmio após a final em 9 de dezembro. Em 11 de dezembro, a NBA anunciou o All-Tournament Team.
| Pos. | Jogador               | Equipe             |
| ---- | --------------------- | ------------------ |
| G    | Tyrese Haliburton     | Indiana Pacers     |
| F    | Giannis Antetokounmpo | Milwaukee Bucks    |
| F    | Kevin Durant          | Phoenix Suns       |
| F    | LeBron James (MVP)    | Los Angeles Lakers |
| C    | Anthony Davis         | Los Angeles Lakers |

## Marketing

### The Heist
Em 25 de outubro, uma semana antes do início da fase de grupos, a NBA estreou "The Heist", uma série de curtas-metragens usadas para promover o torneio. "The Heist" apresenta sete estrelas da NBA: Anthony Davis, Demar Derozan, Darius Garland, Draymond Green, Kawhi Leonard, Julius Randle, Trae Young e o ator vencedor do Emmy, Michael Imperioli, tentando levar o troféu da Copa da NBA em um cassino de Las Vegas.

### Tema
O hino oficial do torneio foi uma versão regravada de "Mama Said Knock You Out" de LL Cool J combinada com "Here I Come" do The Roots. A música teve destaque em vídeos promocionais do torneio. O Hino foi tocado antes do início de cada jogo durante a fase de grupos e eliminatórias.

## Cobertura da mídia
A fase de grupos do torneio foi coberta pelas emissoras existentes da NBA.
Nas transmissões nacionais de televisão linear nos Estados Unidos, a TNT selecionou jogos de terça-feira, a ESPN transmitiu jogos selecionados de sexta-feira e a NBA TV teve dois jogos na sexta-feira, 24 de novembro. A maioria dos jogos da fase de grupos foram transmitidos apenas localmente pelas emissoras regionais das equipes. Durante a fase eliminatória, a TNT transmitiu todas as quatro quartas de final no horário nobre nos dias 4 e 5 de dezembro. Para as semifinais do dia 7 de dezembro, a ESPN transmitiu o jogo inicial e a TNT o final do jogo. A final foi ao ar na ABC no horário nobre em 9 de dezembro.
A TruTV também exibiu três transmissões alternativas de jogos das quartas de final e semifinais que foram ao ar na TNT durante as oitavas de final.
A ESPN2 também transmitiu uma versão alternativa para a final do campeonato em 9 de dezembro.
Todos os jogos da TNT foram transmitidos na Max, incluindo duas transmissões alternativas exclusivas dos jogos das quartas de final em 5 de dezembro. O NBA League Pass oferecia jogos da fase de grupos fora do mercado, bem como acesso ao vivo aos jogos da NBA TV.
No Canadá, a cobertura nacional de todos os jogos do Toronto Raptors e outros jogos selecionados foi dividida entre TSN, Sportsnet e NBA TV Canada.

### Colaboração entre ESPN/TNT na transmissão da semifinal
Antes das semifinais, ESPN e TNT anunciaram que suas equipes de transmissão colaborariam na cobertura uma da outra. Para a ESPN, Reggie Miller da TNT juntou-se a Mike Breen, Doris Burke e Lisa Salters, enquanto na TNT, Doc Rivers da ESPN juntou-se a Kevin Harlan, Candace Parker e Allie LaForce. A equipe de estúdio Inside the NBA (incluindo NBA Tip-off) da TNT composta por Ernie Johnson Jr., Kenny Smith, Charles Barkley e Shaquille O'Neal também colaborou com seus colegas da ESPN, a equipe de estúdio NBA Countdown de Malika Andrews, Stephen A. Smith, Michael Wilbon, Bob Myers e Adrian Wojnarowski, durante a cobertura da outra emissora.  Especificamente, foi anunciado que a equipe Inside the NBA apareceria no NBA Countdown, enquanto Smith e Wilbon apareceriam no Inside the NBA.